# Hovhannes VII (ormiański patriarcha Jerozolimy)
Hovhannes VII (ur. ?, zm. ?) – w latach 1517–1522 ormiański Patriarcha Jerozolimy.